# Айерман, Рон
Аейрман, Рон (англ. Ron Eyerman) — американский культуролог, профессор социологии в Йельском университете. Автор множества работ, посвященных теории социальных движений, исследованиям памяти и социологии искусства. Сторонник направления «культурсоциологии» или «культуральной социологии» в социологии культуры. Вместе с Джеффри Александером возглавляет Центр Культурсоциологии Йельского университета.

## Образование
Получил степень бакалавра в Новой школе социальных исследований, а затем и степень магистра трудовых и производственных отношений в Орегонском университете. Степень доктора социологических наук была присуждена ему в Лундском университете.
В настоящий момент занимает должность профессора в Йельском университете. Вместе со своими коллегами, в 1999 году, Рон Айерман приступает к активному изучению, разработке и теоретизированию концепции культурной травмы, автором которой является другой известный современный социолог Пётр Штомпка. Данное направление в изучении травмирующего опыта находится на стыке сразу двух гуманитарных дисциплин — социологии и культурологии. Основы этих исследований привели к созданию Центра культурсоциологии на базе Йельского университета, в котором он является одним из ведущих исследователей, наряду с другим представителем современной социологии культуры, Джеффри Александером.
Основными научными интересами являются: исследование культурных и социальных движений, исследование взаимосвязей между культурной и коллективной травмой, исследования памяти, социология искусства.

## Научная деятельность
Вслед за Петром Штомпкой, Рон Айерман в рамках своих исследований часто обращается к концепции культурной травмы, под которой он понимает определённые «процессы создания смыслов и атрибуций, в котором разные силы стремятся определить ситуацию, управлять ею и контролировать её». Культурную травму он выделяет как особенный случай коллективной травмы, в которой главенствующее положение занимают не травматический эффект определённого события и реципиент этого опыта, а «эмоциональный опыт» как таковой и реакция на этот опыт посредством интерпретации: «Шоки возбуждают эмоции тем, что разрывают повседневную рутину (поведений и когнитивных рамок) и поэтому требуют интерпретации, открывая дискурсивное поле, в которое индивиды, занимающие удачные позиции, могут играть определяющую роль».
Культурная травма на социальном уровне представляется в качестве определённого дискурсивного процесса, который «обусловлен дихотомией и неравенством между преступником и жертвой».
Такой вид травмы расшатывает устоявшуюся коллективную идентичность, эмоции, полученные в ходе травматического опыта уходят на второй план, в то время как в обществе возникают определённые попытки проработки и «залечивания» коллективной раны.
В своих многочисленных статьях Рон Айерман рассматривает данную концепцию на примере событий Холокоста, Югославских войн и резонансных общественных и политических убийств.

## Научные труды
- Eyerman, Ron, Cultural Trauma: Slavery and the Formation of African American Identity, Cambridge Cultural Social Studies, 1994
- Eyerman, Ron, Music and Social Movements: Mobilizing Traditions in the Twentieth Century, Cambridge: Cambridge University Press., 1994
- Eyerman, Ron, Cultural Trauma: Slavery and the Formation of African-American Identity. Cambridge: Cambridge University Press, 2002
- Eyerman, Ron, with Jeffrey C. Alexander, Bernhard Giesen, Neil J. Smelser, and Piotr Sztompka (2004). Cultural Trauma and Collective Identity. Berkeley, CA: University of California Press.
- Eyerman, Ron, The Assassination of Theo Van Gogh. From Social Drama to Cultural Trauma.Durham, Duke University Press, 2008, 220 pp.
- Eyerman, Ron, The Cultural Sociology of Political Assassination: From MLK and RFK to Fortuyn and van Gogh, Palgrave Macmillan; 2011th edition, 210 pp.
- Eyerman, Ron, Memory, Trauma, and Identity, Palgrave Macmillan; 1st ed. 2019 edition, 222 pp.